# Bistum Roskilde

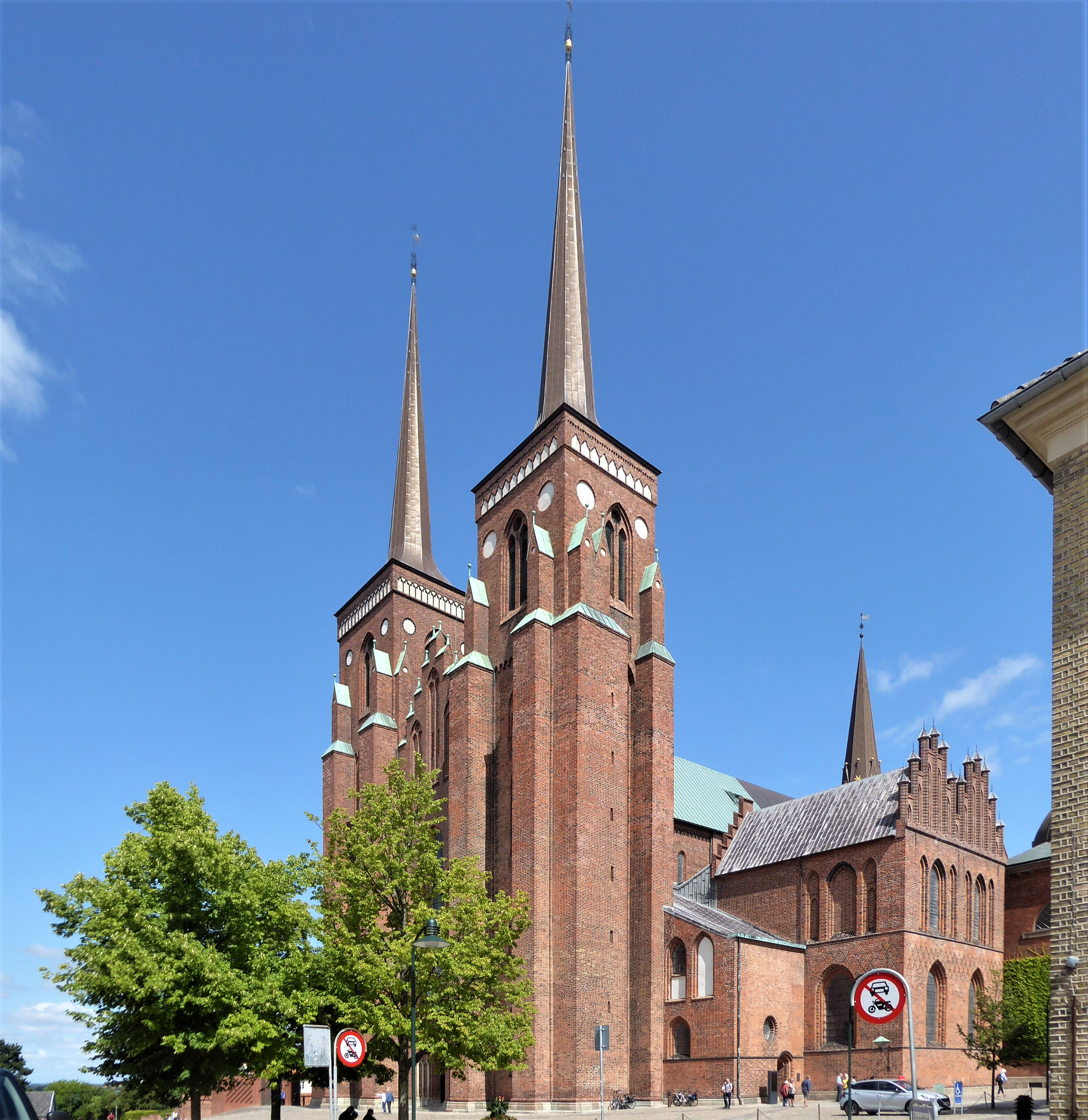
Dom zu Roskilde

Das Bistum Roskilde (dänisch Roskilde Stift) ist ein Bistum in der evangelisch-lutherischen Dänischen Volkskirche mit Sitz in Roskilde. Als Zentralkirche dient der Dom zu Roskilde. Die Bischöfin ist seit September 2022 Ulla Thorbjørn Hansen.
Zum Gebiet des Bistums gehört der größte (westliche) Teil der Insel Seeland sowie die südlich davon gelegene Insel Møn. Es ist in dreizehn Propsteien eingeteilt. Zum 1. Januar 2017 gehörten 578.580 Bewohner zur Dänischen Volkskirche, was einem Anteil von 79,4 Prozent der Bevölkerung entspricht.

## Geschichte

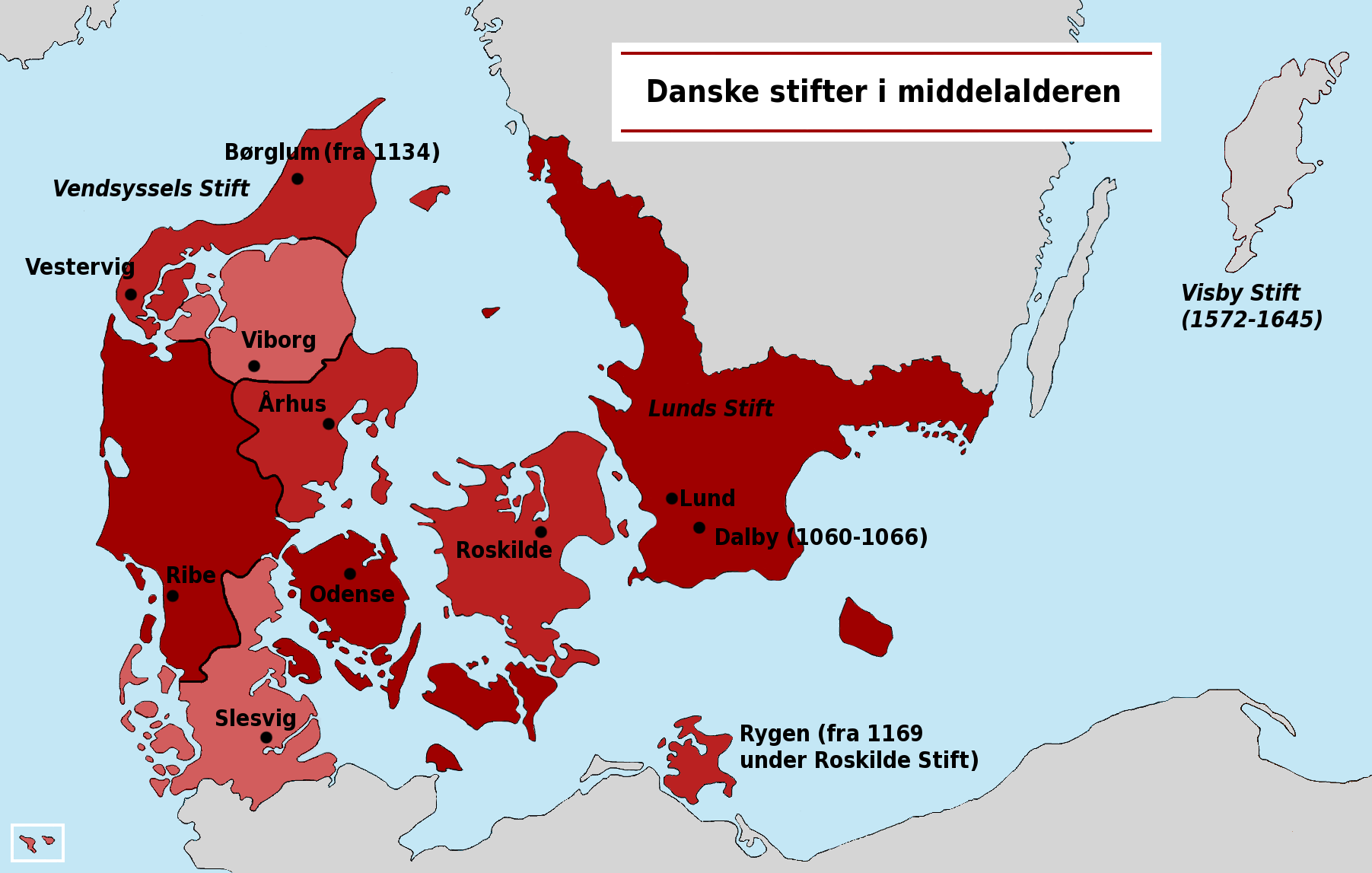
Dänische Bistümer im Mittelalter

Das Bistum Roskilde wurde 991 als Suffraganbistum des Erzbistums Hamburg-Bremen gegründet, ab 1104 gehörte es zur Kirchenprovinz Lund, das bis dahin ebenfalls Suffragan des Erzbistums Hamburg-Bremens gewesen war.
Nach der Reformation wurde anstelle des katholischen Bistums das lutherische Bistum Seeland errichtet. Die Bischöfe von Seeland, die zugleich die Funktion eines primus inter pares unter den dänischen Bischöfen hatten, residierten zwar in Kopenhagen, hatten aber den Dom zu Roskilde als Hauptkirche.
Die römisch-katholische Kirche führte das Bistum Roskilde bis 1964 als Titularbistum Roskilde fort.
1922 wurde das Bistum Seeland in das flächenmäßig kleinere, aber dichter bevölkerte Bistum Kopenhagen, das (bis zur Heraustrennung des Bistums Helsingør 1961) die gesamte Hauptstadtregion umfasste, und das neue Bistum Roskilde geteilt.
Zu den Bischöfen (auch denen vor 1922) siehe Liste der Bischöfe von Roskilde.